# Alain Breton
 (novembre 2009).
Alain Breton, né le 24 février 1956, à Paris, est un poète, critique littéraire et éditeur français.

## Biographie
Alain Breton est le fils de Maria et de Jean Breton. Après avoir été éditeur à l’enseigne du Milieu du jour éditeur (1989-1996), il codirige à Paris, depuis 1996, avec Elodia Turki, les éditions Librairie-Galerie Racine. Critique littéraire (il a collaboré aux deux séries de la revue Poésie 1), Alain Breton est membre du comité de rédaction (avec Christophe Dauphin, Elodia Turki et Paul Farellier), depuis 1997, de la troisième série de la revue Les Hommes sans épaules, dont il a dirigé la deuxième série de 1989 à 1994. Poète et découvreur de poètes, Alain Breton est l’un des animateurs et des poètes principaux de l’« émotivisme », courant poétique contemporain qui prolonge l’action de la « Poésie pour vivre », dont l’acte de naissance fut cosigné en 1964 par Jean Breton et Serge Brindeau (Poésie pour vivre, le manifeste de l’homme ordinaire) et qui se prononça contre l’hermétisme, jugé plat et stérile en poésie, au profit d’une poésie se tenant au plus près du fatum humain contemporain et de la brèche intimiste, comme l'a écrit Henry Galy-Carles. "Seul à jouer au mécano du monde, à l’amour, le poète exaspère ses limites. Nous rêvons que son ambitieuse quête, que sa fouille minutieuse de la langue ne soient pas perverties par une futile autant que dérisoire volonté de prise de pouvoir sociale ! Que le poète, débarrassé de l’engourdissante course aux concours-articles-subventions-relations (la fameuse tétralogie) se montre enfin accueillant aux textes de ses confrères ! On le voit, il y a démission, ou déviation d’écoute, chez la plupart de ceux que les problèmes de la création poétique devraient concerner. Pour sa part, la Presse, avec une verve brouillonne et une totale absence de sens critique, ne pratique que le culte des Squelettes identifiés (voir l’exemple récent, et grandiose, de René Char). Les éditeurs de poésie sont peu nombreux et leur tâche est difficile. Mais ils étalonnent le plus souvent le Talent aux seules mensurations des habitués de leur catalogue, sans souci de l’ouverture, ni de la globalité de la moisson poétique. Comme s’il s’agissait de suivre des cotations en Bourse ! Par myopie, étroitesse d’esprit, ils se régalent des seules provisions entassées sur leurs étagères. Chez certains de ces éditeurs dominent la suffisance ou même l’hostilité à l’égard des tentatives des autres, quand ce n’est pas l’esprit de concurrence. Or la poésie devrait être avant tout accueil, méditation-lucidité, communication aimantée", a écrit Alain Breton (in Editorial, Les Hommes sans Epaules no 1, deuxième série, 1991).

## Analyse de l'œuvre
« Le poème d’Alain Breton, émotiviste par essence, est concis, fluide, limpide, sensuel et ciselé. » Le poète est un œil, un voyeur qui se délecte des faits les plus anodins du quotidien pour bien souvent finir néanmoins par s'approcher du merveilleux. « Alain Breton ne projette pas sa lanterne », a écrit Henri Rode (in Poésie 1), le poète de Mortsexe, « il épie au fond de lui, de sa mémoire, de son rhésus, ce qui peut motiver cet instant, à sa table, devant le papier qu’il griffonne. » « C’est la sublimation de l’incident qui l’a fait tiquer, l’a séduit, lui a donné le coup de lancette. Imagiste au sourire triste, épieur d’absurdie dans le quotidien déconcertant, tout de discrétion ; félin qui se garde d’être ébloui dans le jeu de miroirs érotique, Alain Breton est tout entier dans sa recherche, là où le monde signifie, ou crie, et il crie avec le monde », écrit Christophe Dauphin. "La poésie d'Alain Breton est délicate, ouvragée. Dans son recueil Pour rassurer le fakir, certains poèmes en prose pétris d'humour et de mystère touchent au prodige." (Claire Boitel).

## Œuvres

### Poésie
- Chute et parfums, Éditions G.D, 1979
- Tout est en ordre, sûrement (préface d'Henri Rode), Le Méridien, 1979
- Ça y est, le monde, Chambelland, 1990
- Juste la terre, Froissart, 1991
- Bivouacs, La Bartavelle, 1992
- Une chambre avec légende, Librairie-Galerie Racine, 1999
- Pour rassurer le fakir, Librairie-Galerie Racine, 2000
- Infimes prodiges, Librairie-Galerie Racine, 2008
- Poèmes, Maison de la Poésie de Haute-Normandie, 2009
- Alain Breton anthologie, Le Nouvel Athanor, coll. « Poètes trop effacés », 2012
- Les Éperons d'Éden, Les Hommes sans épaules éditions, 2014
- Infimes Prodiges, poésies complètes, Les Hommes sans Épaules éditions, 2018
- Je serai l'assassin des asphodèles (postface d'Odile Cohen-Abbas), Les Hommes sans Épaules éditions, 2022
- Je ne rendrai pas le feu (Les Hommes sans Epaules éditions, 2024), PRIX MALLARMÉ 2024.
- Œuvres (d’Alain Breton, publiées sous le nom de Jacques Aramburu) : Maison-buffle (Cheyne, 1993), Messe noire des vagues, avec des images d’Anton Larbie (Les Hommes sans Épaules, 1999), Le Chasseur de rivières (Cheyne, 2004), Brûlant sombre (Cheyne, 2008), Par les ciels noués aux ciels (Cheyne, 2022), Je ne rendrai pas le feu (Les Hommes sans Epaules éditions, 2024).

### Anthologies
- La Vraie Jeune Poésie, La Pibole, 1980
- Les Nouveaux Poètes maudits, préface d’André Pieyre de Mandiargues, Le Cherche midi, 1981

## Prix et distinctions
- 2024 : Prix Mallarmé pour pour son recueil Je ne rendrai pas le feu